# Henriette Robert
Henriette Louise Robert, née à Troyes le 14 février 1872 et morte à Paris le 16 juin 1938[réf. nécessaire], est une artiste peintre française.

## Biographie
Henriette Robert est élève de Louise Thoret à l'école de dessin de la rue du Vieux-Colombier à Paris et, dès 1895, de Jean-Paul Laurens et Benjamin-Constant à l'Académie Julian. À compter de 1904, elle est également élève de Mlle Lauzanne et M. Mayeux, bénéficiant ainsi d’un large enseignement basé sur la tradition académique.
Elle présente ses œuvres aux Salons parisiens du début du XXe siècle.
Henriette Robert fait partie du mouvement d’émancipation des femmes peintres et est admise en 1909 au Salon de l'Union des femmes peintres et sculpteurs où elle expose ses toiles. Cette organisation représente la première association des sociétés de femmes artistes en France. Henriette Robert participe ainsi à l’action en faveur d’une reconnaissance des artistes femmes par les institutions et pour l'entrée des femmes aux Beaux-arts de Paris.
Elle a également été admise en qualité de membre active à la Société des artistes français en 1909 et expose au Salon des artistes français au Grand Palais de Paris de manière constante tout au long de sa carrière d’artiste durant 19 années : 1895-1899, 1904-1905, 1908, 1910, 1912-1914, 1920-1922 et 1924-1927.
L'artiste réside essentiellement dans le 15e arrondissement de Paris, en 1895 au 9, rue Lecourbe, puis à partir de 1898 au 227, rue de Vaugirard.

## Expositions
- 1895 : Salon des artistes français, Paris, Grand Palais. Portrait, fusain (no 2698)[2].
- 1896 : Salon des artistes français, Paris. Portrait, sanguine (no 2989[3].
- 1897 : Salon des artistes français, Paris, Grand Palais. Béatrice, sanguine (no 2496)[4].
- 1898 : Salon des artistes français, Paris, Grand Palais des Champs-Elysées, Galerie des machines, œuvre répertoriée, Croquis - sanguine (no 2908)[5].
- 1898 : toujours très proche de sa ville natale, elle a également participé à une exposition organisée par la Société artistique de l’Aube en juillet 1898, Troyes-halle de la Bonneterie. Deuil, peinture ; Ophélie, peinture ; Une rue du vieux Troyes, peinture ; Pivoines, peinture ; Althæas, peinture ; Dick, peinture ; Les Bouleaux, peinture ; Méditation, sSanguine ; Béatrice, sanguine (nos 306 à 313 et 402). Il lui a été décerné à cette occasion une médaille par la Société artistique de l’Aube.
- 1899 : Salon des artistes français, Paris, Grand Palais. Danse des feuilles, sanguine (no 2939)[6].
- 1904 : Salon des artistes français, Paris, Grand Palais. Une vitrine contenant des cuirs d'art ; matériaux cuir (section du catalogue Art décoratif, no 4940)[7].
- 1905 : Salon des artistes français, Paris, Grand Palais. Le Thé, pastel (no 2656)[8].
- 1908 : Salon des artistes français, Paris, Grand Palais. Au bord de la Seine, peinture (no 1560)[9].
- 1912 : Salon des artistes français, Paris, Grand Palais. Impression d’été, peintures (no 1594)[10].
- 1913 : Salon des artistes français, Paris, Grand Palais. Heures calmes ; La Dentelle aux fuseaux, peintures (no 1549)[11].
- 1918 :  Petit Palais, Paris, mai 1918, exposition organisée sous le haut patronage de la Ville de Paris au profit des œuvres de guerre de la Société des artistes français et de la Société nationale des beaux-arts. La Lecture, dessin (no 600)[12].
- 1920 : la Société des artistes français lui décerne le prix Léonie-Dusseuil[13].

## Autres œuvres répertoriées
- Lecture, 1907, peinture[14].
- La Leçon de chant, 1916, pastel, exposé au Salon de l'Union des femmes peintres et sculpteurs.